# Liste der Kulturdenkmäler in Gieleroth
In der Liste der Kulturdenkmäler in Gieleroth sind alle Kulturdenkmäler der rheinland-pfälzischen Gemeinde Gieleroth aufgelistet. Grundlage ist die Denkmalliste des Landes Rheinland-Pfalz (Stand: 4. Mai 2023).

## Einzeldenkmäler
| Bezeichnung  | Lage                  | Baujahr         | Beschreibung | Bild            |
| ------------ | --------------------- | --------------- | --- | --------------- |
| Quereinhaus  | Talstraße 18 Lage     | um 1800         | Fachwerk-Quereinhaus, teilweise massiv, um 1800 | Fotos hochladen |
| Reinhardshof | Zum Postweiher 1 Lage | 18. Jahrhundert | stattliches Hofanlage, wohl ehemalige Poststation; Fachwerkbau, teilweise massiv, 18. Jahrhundert, Fachwerkscheune, teilweise massiv, 18. Jahrhundert, stattliche Fachwerkscheune, 19. Jahrhundert | Fotos hochladen |